# Jelena Lebedenko
Jelena Vladimirovna Lebedenko (rusko Елена Владимировна Лебеденко), ruska atletinja, * 16. januar 1971, Moskva, Sovjetska zveza.
Nastopila je na poletnih olimpijskih igrah leta 1996 in zasedla sedemnajsto mesto v sedmeroboju. Na evrospkih dvoranskih prvenstvih je osvojila naslov prvakinje v peteroboju istega leta in bronasto medaljo v troskoku leta 1998.